# Grand Pavois de Paris
Pour les articles homonymes, voir Grand pavois.
Le Grand Pavois de Paris est un vaste ensemble immobilier du 15e arrondissement de Paris.

## Situation et accès
C'est, l'un des plus grands ensembles immobiliers de Paris, qui occupe presque entièrement un quadrilatère situé entre les rues Vasco-de-Gama, Lourmel, Lecourbe et Leblanc, dans le 15e arrondissement.
Ce site est desservi par les stations de métro Lourmel et Balard sur la ligne 8 et les stations de tramway Balard et Desnouettes sur la ligne 3a.

## Historique et description
À cet emplacement se trouvait depuis le début du XXe siècle une usine Alsthom.
Construit de 1969 à 1971 en deux tranches par les architectes Jean Fayeton (Jean-Louis Fayeton) et Michel Herbert pour la Cogedim, il se compose de deux bâtiments qui s'entrecroisent :
- l'un de 4 étages, grossièrement elliptique, interrompu seulement à l'angle Vasco-de-Gama / Lourmel par des immeubles plus anciens,
- l'autre de 16 étages, en forme de boomerang.

L'immeuble comporte plusieurs jardins :
- un jardin public,
- des jardins décoratifs à l'extérieur de l'immeuble.

L'immeuble abrite aussi de nombreux commerces (supermarché, pharmacie etc.), dont certains sont distribués par une galerie commerçante au rez-de-chaussée, et de nombreux cabinets de professions libérales. Il a également abrité un cinéma homonyme jusqu'en 2007.
Mais l'essentiel de la surface est occupée par des logements, qui sont plus de 600. La façade sud-est du bâtiment R+16 est entièrement constituée de balcons, équipant également les pignons nord et sud. 
Par sa population et la variété des services proposés, le Grand Pavois peut être considéré comme une ville à lui tout seul.
En 2021, le Grand Pavois est l'un des trois ensembles ayant fait l'objet d'une consultation dans le cadre du projet « Immeubles à partager » sous l'égide du Pavillon de l'Arsenal, qui est une étude prospective de la mutation du régime de la copropriété à Paris.

Le Grand Pavois vu de la place Robert-Guillemard.
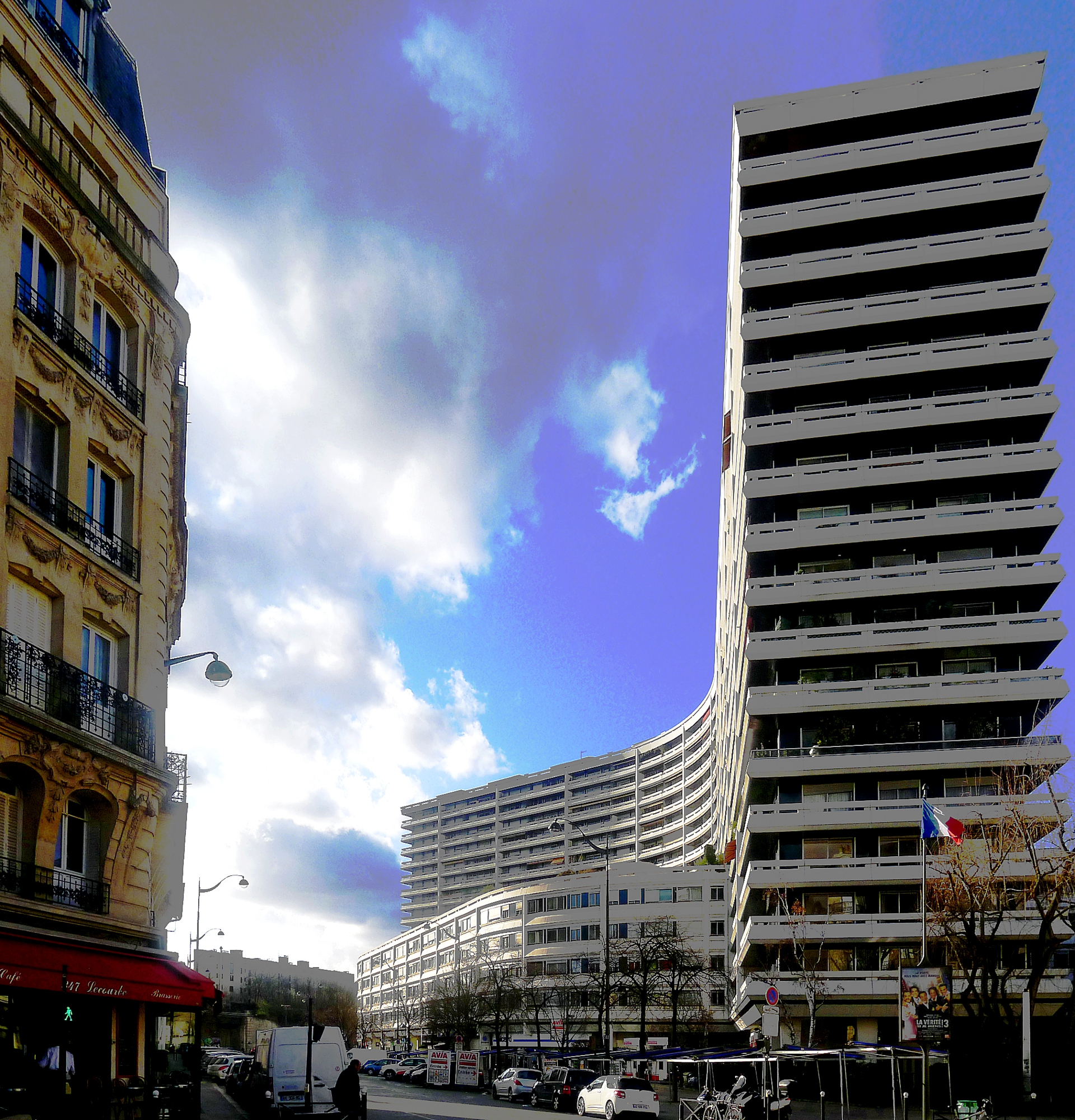
Le Grand Pavois vu de la rue Lecourbe.

## Origine du nom
L'immeuble tire son nom d'un terme de navigation, le pavois étant la partie de la coque d'un navire qui se trouve au-dessus du pont. Les salles du cinéma Le Grand Pavois fermé en 2007 portaient elles aussi des noms en rapport avec la navigation : Bâbord, Tribord, Vasco de Gama et Amirauté.